# Pitcairnioideae
Pitcairnioidaeae es una subfamilia de plantas con flores perteneciente a la familia Bromeliaceae.  
Son plantas comunes en suelos áridos y regiones a grandes alturas. Es considerada una de las subfamilias de más antiguo linaje dentro de las Bromeliáceas. Los géneros más comunes en esta subfamilia son Dyckia, Hechtia, Pitcairnia y Puya.
La mayoría de las Pitcairnioideae tienen hojas carnosas con grandes espinas.

## Géneros
- Ayensua
- Brewcaria
- Brocchinia
- Connellia
- Cottendorfia
- Deuterocohnia
- Dyckia
- Encholirium
- Fosterella
- Hechtia
- Lindmania
- Navia
- Pitcairnia
- Puya
- Steyerbromelia

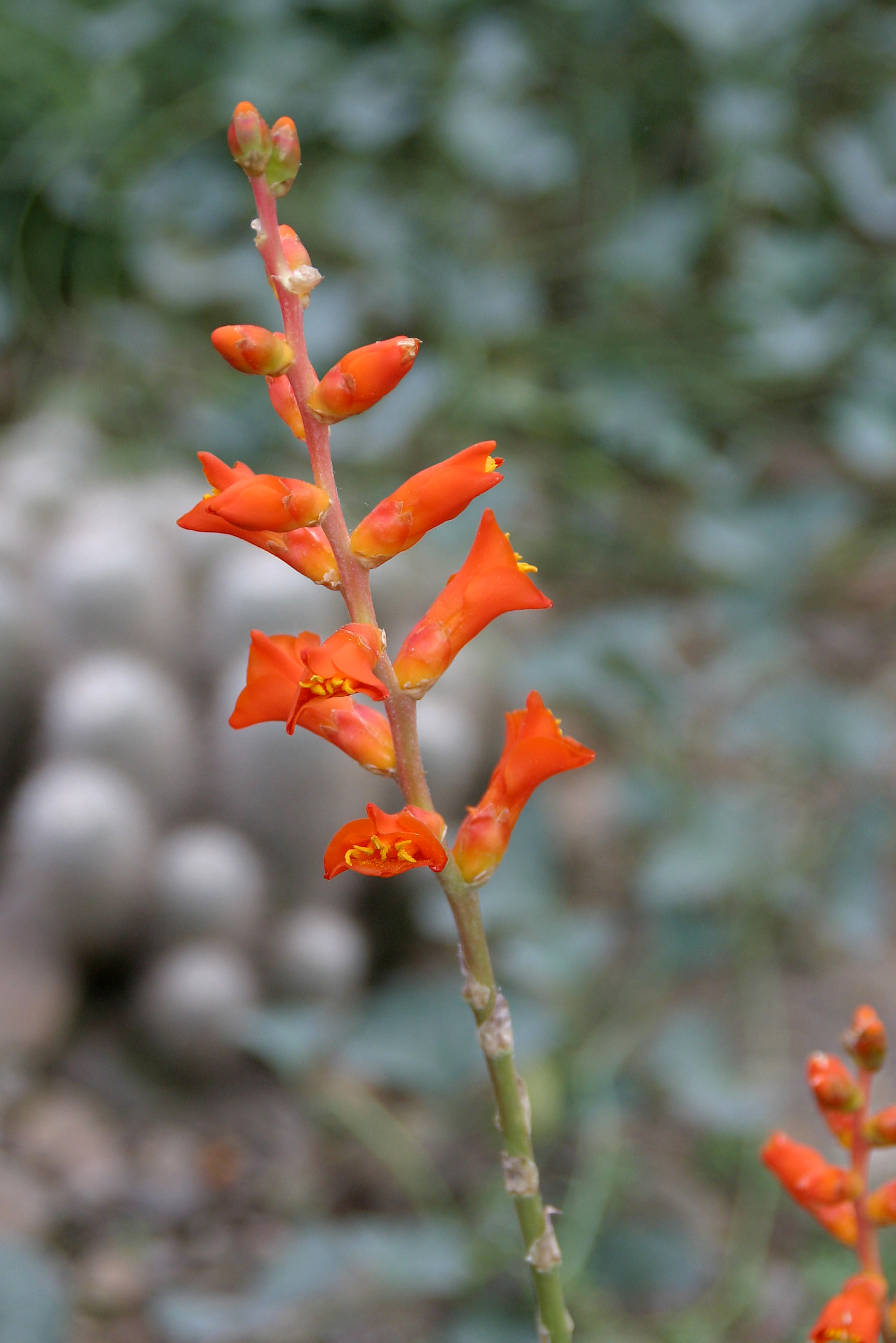
Dyckia rariflora
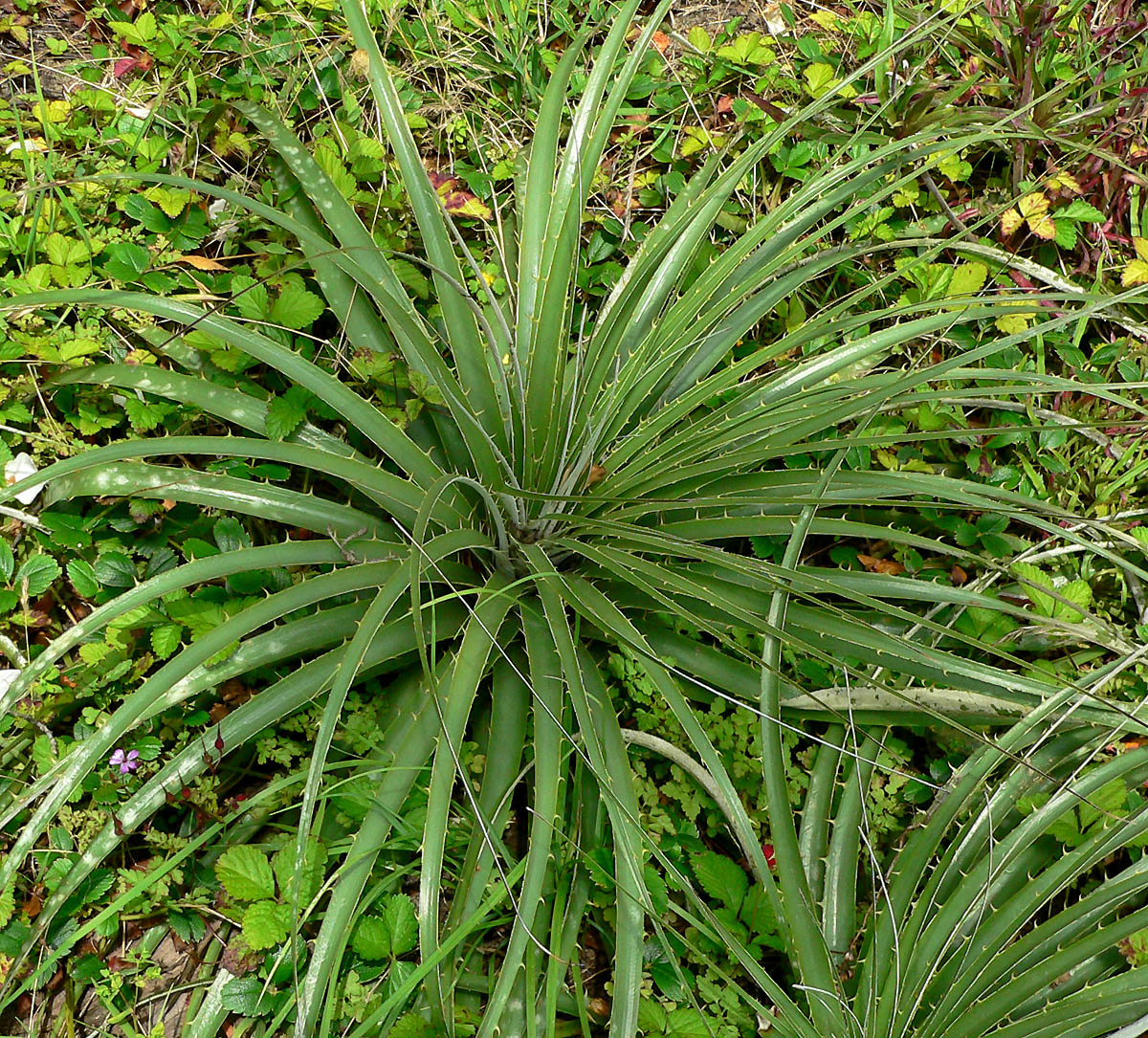
Puya alpestris